# 薩勒卡默什-阿拉修克伯山國家公園
40°18′07.27″N 42°36′52.04″E / 40.3020194°N 42.6144556°E

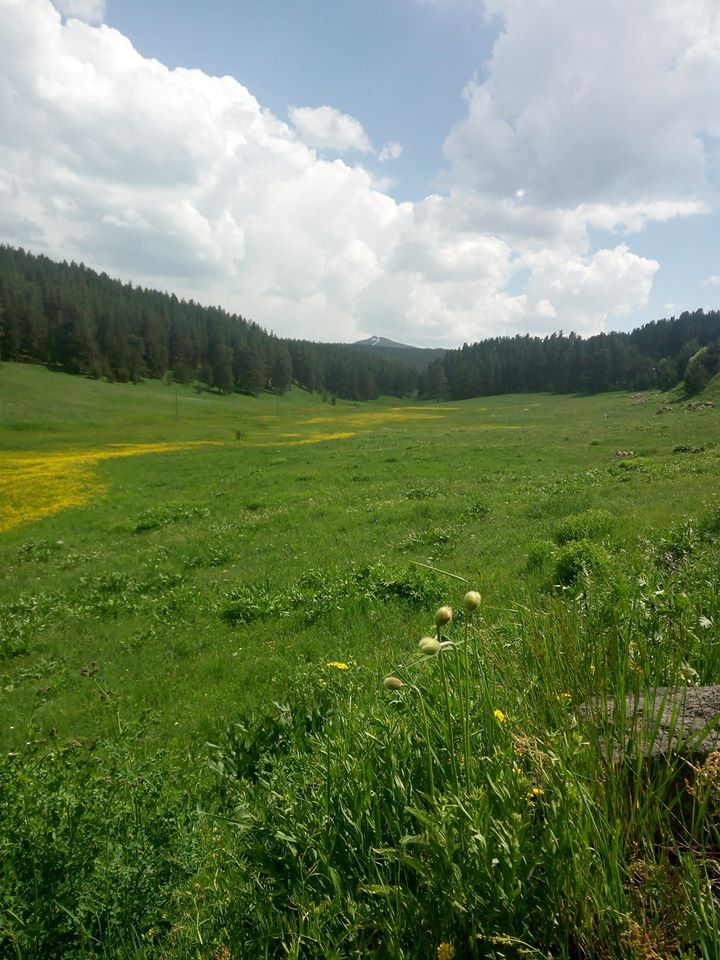

薩勒卡默什-阿拉修克伯山國家公園是土耳其的國家公園，位於該國東北部，橫跨埃爾祖魯姆省和卡爾斯省，成立於2004年10月19日，面積225平方公里。